# Regenfußmühle
Die Regenfußmühle ist eine ehemalige Mühle und ein amtlich benannter Stadtteil von Velburg im Landkreis Neumarkt in der Oberpfalz in Bayern.

## Geografische Lage
Sie liegt am Frauenbach, einem Nebenfluss der Schwarzen Laber. Der 592 Meter hohe Läufelberg liegt östlich etwa 0,6 km entfernt. Die  Staatsstraße 2251 tangiert die Einöde.

## Geschichte
Die Mühle existiert bereits seit dem späten Mittelalter. Sie gehörte kirchlich früher zum Pfarrdorf Oberweiling. Heute wird auf der Mühle Landwirtschaft betrieben.
In den 1960er Jahren war in der Regenfußmühle ein Tiergarten mit einer Reihe von Tieren. Es wurden Löwen, Schlangen und Bären ausgestellt. Das Bauernhaus diente damals als Gastwirtschaft. Der Tiergarten wurde in den späten 1970er Jahren aufgrund der geringen Besucherzahl eingestellt.

## Baudenkmal
Das Mühlengebäude, ein zweigeschossiger und traufständiger Satteldachbau des 17./18. Jahrhunderts, ist in die Denkmalliste eingetragen.